# Petreto-Bicchisano
Petreto-Bicchisano (in corso Pitretu è Bicchisgià) è un comune francese di 574 abitanti situato nel dipartimento della Corsica del Sud nella regione della Corsica.

## Società

### Evoluzione demografica
Abitanti censiti